# Кошелюк, Дмитрий Владимирович
Дми́трий Влади́мирович Кошелю́к (укр. Дмитро Володимирович Кошелюк; род. 14 февраля 1991, Черкассы) — украинский футболист, полузащитник. В составе футбольного клуба «Славутич» (Черкассы) 7 мая 2014 года играл в полуфинале Кубка Украины против донецкого «Шахтёра». Через 3 года повторил это достижение, сыграв в полуфинале за перволиговый «Николаев».

## Игровая карьера
Воспитанник СДЮШОР г. Черкассы. Первый тренер — С. М. Ковалевич. После окончания обучения играл в команде «Ходак» (Черкассы), ставшей после расформирования местного «Днепра» — главной командой города. Становился финалистом любительского Кубка Украины (2009).

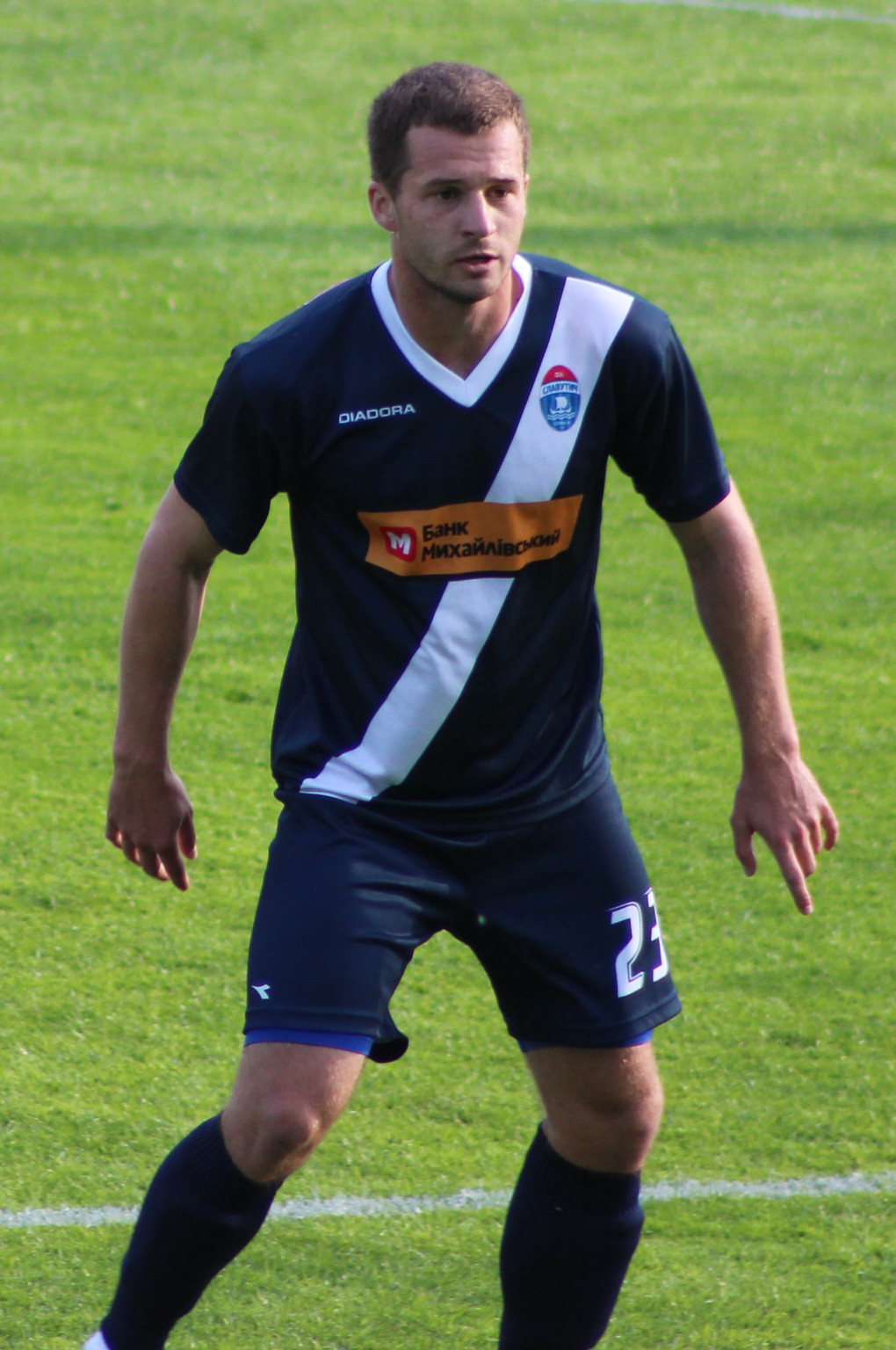
Кошелюк в составе «Славутича»

После организации в Черкассах «Славутича», стал игроком этой команды. 4 мая 2011 года принимал участие в первом официальном матче черкассчан, когда в рамках любительского чемпионата Украины со счётом 1:0 был обыгран клуб «Диназ» из Вышгорода. 23 июля 2011 года со «Славутичем» дебютировал во второй лиге чемпионата Украины. В сезоне 2013/14 играл в полуфинале Кубка Украины.
Зимой 2015 года перешёл в перволиговый «Николаев». В новой команде дебютировал 20 марта того же года в гостевой игре против «Тернополя». В сезоне 2016/17 вновь играл в полуфинале Кубка Украины.

## Студенческая сборная Украины
В составе студенческой сборной Украины принимал участие в XXVII летней универсиаде, которая проходила в 2013 году в Казани (Россия). Украинская футбольная команда заняла итоговое 6 место.